# Список советских асов Великой Отечественной войны, одержавших 16—19 личных побед
Список советских асов Великой Отечественной войны, одержавших по 16 — 19 личных побед составлен на основании труда М. Ю. Быкова «Все Асы Сталина 1936—1953 гг.» (М., 2014). Данные по некоторым лётчикам откорректированы только в том случае, когда приведены обоснованные данные по иному количеству их побед. 
Серым цветом выделены лётчики, погибшие в бою, пропавшие без вести, не вернувшиеся из боевых вылетов (кроме попавших в плен и вернувшихся из него после окончания войны), погибшие в авиакатастрофах и по другим причинам во время войны.
| Фамилия, Имя, Отчество                   | Победы личные | Победы в группе (при их наличии) | Количество боевых вылетов / воздушных боёв | Воинская часть                                              | Самолёты, на которых воевал лётчик               | Примечания |
| ---------------------------------------- | ------------- | -------------------------------- | ------------------------------------------ | ----------------------------------------------------------- | ------------------------------------------------ | --- |
| Зотов, Виктор Алексеевич                 | 19            | 17                               | 413/101                                    | 159 иап 14 гиап                                             | МиГ-3, Р-40 Киттихаук, Ла-5, Як-9                | |
| Ефремов, Андрей Андреевич                | 19            | 13                               | 284/178                                    | 812 иап 520 иап 56 гиап 176 иап                             | Як-1, Як-3                                       | |
| Лещенко, Вячеслав Сергеевич              | 19            | 10                               | св.300/ок.50                               | 142 иап ПВО 4 иап                                           | Як-7, Як-1, Як-9                                 | |
| Кононенко, Никита Никифорович            | 19            | 9                                | 193/56                                     | 297 иап 179 гиап 177 гиап                                   | Ла-5, Ла-7                                       | |
| Кузнецов, Сергей Алексеевич              | 19            | 8                                | 250/59                                     | 248 иап 233 иап                                             | Як-1, Як-7, Як-9                                 | |
| Волков, Алексей Андреевич                | 19            | 6                                | св.480/св.80                               | 158 иап 485 иап ГУБП ФА ВВС 265 иад 291 иап 402 иап 812 иап | Харрикейн, Як-1                                  | |
| Левитан, Владимир Самойлович             | 19            | 6                                | 352/св.100                                 | 170 иап 166 иап 88 гиап                                     | ЛаГГ-3, Ла-5                                     | |
| Барабанов, Михаил Степанович             | 19            | 4                                | 389/96                                     | 45 иап 15 иап                                               | Як-1, Як-9, Як-3                                 | |
| Быковец, Леонид Александрович            | 19            | 4                                | 263/48                                     | 28 гиап                                                     | P-39 Аэрокобра                                   | |
| Кузнецов, Михаил Васильевич              | 19            | 4                                | 330/72                                     | 15 иап 814 иап 106 гиап                                     | МиГ-3, Як-1, Як-9                                | В наградном листе и в литературе часто указывается о 21 личной и 6 групповых победах М. В. Кузнецова. |
| Пылаев, Евгений Алексеевич               | 19            | 4                                | 425/106                                    | 88 иап 159 гиап                                             | И-16, ЛаГГ-3, Ла-5                               | |
| Филатов, Александр Павлович              | 19            | 4                                | 193/35                                     | 30 гиап                                                     | P-39 Аэрокобра                                   | Сбит наземным огнём и попал в плен 20 апреля 1945 года, освобождён в мае 1945 года. |
| Орехов, Владимир Александрович           | 19            | 3                                | 420/102                                    | 87 иап 434 иап 32 гиап                                      | ЛаГГ-3, Як-1, Як-7, Як-9, Ла-5, Ла-7             | Кроме того, сбил 2 аэростата. |
| Сомов, Пётр Арсентьевич                  | 19            | 3                                | св.150/ок.40                               | 482 иап                                                     | Ла-5, Ла-7                                       | |
| лишён звания Шилков, Александр Анфимович | 19            | 3                                | 190/40                                     | 3 гиап ВВС БФ                                               | ЛаГГ-3, Ла-5, Ла-7                               | |
| Киселёв, Сергей Иванович                 | 19            | 2                                | ок.250/-                                   | 17 иап 247 иап 162 иап 272 гиап 278 иад 274 иап 3 иак       | ЛаГГ-3, Як-1, Як-7, Ла-5                         | Смертельно ранен 4 февраля 1945 года при налёте вражеской авиации. |
| Климов, Василий Владимирович             | 19            | 2                                | 303/ок.70                                  | 274 иап 15 иап                                              | Як-7, Як-1, Як-9, Як-3                           | |
| Мазурин, Фёдор Макарович                 | 19            | 2                                | 324/54                                     | 153 иап 28 гиап                                             | P-39 Аэрокобра                                   | |
| Назимов, Константин Савельевич           | 19            | 2                                | ок.350/св.35                               | 254 иап                                                     | Ла-5                                             | Погиб в авиационной катастрофе 23 декабря 1944 года. |
| Числов, Александр Михайлович             | 19            | 2                                | св.340/74                                  | 486 иап 169 иап 63 гиап 32 гиап                             | ЛаГГ-3, Ла-5, Ла-7                               | |
| Ерёмин, Павел Кузьмич                    | 19            | 1                                | 492/42                                     | 16 гиап                                                     | P-39 Аэрокобра                                   | В числе боевых вылетов — 121 на бомбардировщиках СБ, Ар-2 и B-25 Митчелл в 1941—1942 годах. |
| Мальцев, Константин Савельевич           | 19            | 1                                | 221/42                                     | 193 иап 177 гиап                                            | Ла-5, Ла-7                                       | |
| Мухин, Анатолий Фёдорович                | 19            | 1                                | 234/48                                     | 193 иап 177 гиап                                            | Ла-5, Ла-7                                       | |
| Некрасов, Владимир Петрович              | 19            | 1                                | 202/св.60                                  | 483 иап                                                     | Як-9                                             | |
| Баевский, Георгий Артурович              | 19            |                                  | 252/52                                     | 5 гиап                                                      | Ла-5                                             | |
| Балашов, Георгий Сергеевич               | 19            |                                  | 210/св.60                                  | 402 иап                                                     | Як-1, Як-9, Як-3                                 | |
| Барченков, Даниил Гаврилович             | 19            |                                  | 306/54                                     | 897 иап                                                     | Як-1, Як-9, Як-3                                 | |
| Бондарь, Александр Алексеевич            | 19            |                                  | 328/70                                     | 866 иап                                                     | Як-1, Як-7, Як-9, Як-3                           | |
| Брызгалов, Павел Александрович           | 19            |                                  | 283/67                                     | 240 иап 177 гиап                                            | Ла-5                                             | |
| Ефимов, Пётр Иванович                    | 19            |                                  | 160/36                                     | 21 гиап 69 гиап                                             | P-39 Аэрокобра                                   | |
| Лозовский, Виктор Артемьевич             | 19            |                                  | 327/42                                     | 897 иап                                                     | Як-1, Як-9, Як-3                                 | |
| Максимов, Александр Ефимович             | 19            |                                  | 412/53                                     | 236 иап 516 иап 247 иап 156 гиап                            | Як-1, Як-7, Як-9                                 | |
| Марков, Алексей Иванович                 | 19            |                                  | 290/ок.70                                  | 434 иап 32 гиап                                             | Як-7, Як-1, Ла-5, Ла-7                           | |
| Пантелькин, Анатолий Александрович       | 19            |                                  | 306/56                                     | 116 иап                                                     | Ла-5                                             | Сбит наземным огнём и погиб 14 марта 1945 года. |
| Пашкевич, Алексей Васильевич             | 19            |                                  | 114/29                                     | 169 иап 63 гиап                                             | Ла-5, Ла-7                                       | |
| Попов, Андрей Иванович                   | 19            |                                  | ок.200/ок.50                               | 653 иап 65 гиап                                             | Як-1, Як-9                                       | Не вернулся из боевого вылета 23 июня 1944 года. |
| Рубахин, Анатолий Ермолаевич             | 19            |                                  | ок.200/80                                  | 402 иап                                                     | Як-1, Як-9, Як-3                                 | |
| Токаренко, Михаил Кузьмич                | 19            |                                  | 380/47                                     | 516 иап 153 гиап 150 гиап                                   | Як-1                                             | До января 1942 года выполнил 85 ночных бомбардировочных боевых вылетов на самолёте Р-5 (учтены в общем количестве вылетов). |
| Улитин, Иван Семёнович                   | 19            |                                  | 336/св.70                                  | 116 иап                                                     | И-16, Ла-5                                       | В воздушном бою 20 мая 1944 года столкнулся со своим самолётом и погиб, за минуты до этого сбив немецкий самолёт. |
| Шишкин, Яков Васильевич                  | 19            |                                  | 244/36                                     | 728 иап 32 гиап                                             | Як-9, Як-3                                       | |
| Харитонов, Василий Николаевич            | 18            | 16                               | ок.400/ок.80                               | 195 иап 26 иап 123 иап 27 гиап                              | И-16, Як-1, Як-7, Як-9                           | |
| Князев, Василий Александрович            | 18            | 11                               | ок.900/73                                  | 88 иап 163 гиап                                             | И-16, ЛаГГ-3                                     | |
| Лиховид, Михаил Степанович               | 18            | 9                                | 208/44                                     | 298 иап 104 гиап                                            | P-39 Аэрокобра                                   | При подготовке к эвакуации повреждённого самолёта 12 августа 1944 года был захвачен бандой бандеровцев, после пыток облит бензином и заживо сожжён. |
| Семенюк, Иван Иванович                   | 18            | 9                                | 396/113                                    | 88 иап 249 иап 131 иап 40 гиап                              | И-16, ЛаГГ-3, Ла-5                               | |
| Назаренко, Дмитрий Павлович              | 18            | 7                                | св.500/ок.120                              | 131 иап 40 гиап 8 гиад 263 иап                              | И-16, ЛаГГ-3, Ла-5, Ла-7                         | |
| Вильямсон, Александр Александрович       | 18            | 6                                | 382/66                                     | 298 иап 104 гиап                                            | И-16, P-39 Аэрокобра                             | |
| Путько, Николай Савельевич               | 18            | 6                                | ок.450/45                                  | 126 иап 437 иап 814 иап 106 гиап                            | Як-1, Як-7, Як-9                                 | |
| Гнездилов, Иван Фёдорович                | 18            | 5                                | 376/86                                     | 516 иап 153 гиап                                            | Як-1, Як-7, Як-9                                 | В Корейской войне сбил лично 1 самолёт ВВС США. |
| Лебедев, Семён Андрианович               | 18            | 5                                | 193/ок.40                                  | 43 иап                                                      | Як-1, Як-7, Як-9                                 | |
| Молодчинин, Алексей Егорович             | 18            | 5                                | ок.250/-                                   | 1 гиап 482 иап 2 иак                                        | Як-1, Як-7, Ла-5                                 | |
| Коновалов, Сергей Иванович               | 18            | 4                                | 217/36                                     | 6 иап 183 иап 150 гиап                                      | Як-1, Як-7, Як-9, Як-3                           | |
| Найдёнов, Николай Алексеевич             | 18            | 4                                | 371/57                                     | 9 иап 445 иап 176 иап 563 иап 116 гиап                      | Як-1, Як-3                                       | |
| Никифоров, Пётр Павлович                 | 18            | 4                                | 297/69                                     | 929 иап 27 иап 129 гиап                                     | Як-1, P-39 Аэрокобра                             | |
| Прошенков, Николай Иванович              | 18            | 4                                | 380/86                                     | 13 иап 774 гиап 21 гиап 69 гиап                             | И-153, Як-1, P-39 Аэрокобра                      | |
| Сидоров, Николай Григорьевич             | 18            | 4                                | 354/ок.60                                  | 627 иап 66 иап 236 иад                                      | И-16, Як-7, P-39 Аэрокобра                       | |
| Щиров, Сергей Сергеевич                  | 18            | 4                                | 348/70                                     | 87 иап 10 иап 518 иап 329 иад 267 иап                       | И-16, МиГ-3, Як-1, P-39 Аэрокобра                | В 1949 году был осужден по надуманному предлогу, в 1950 году лишен звания Героя Советского Союза. Посмертно восстановлен в звании Героя. |
| Гучёк, Пётр Иосифович                    | 18            | 3                                | 209/56                                     | 100 гиап                                                    | P-39 Аэрокобра                                   | Сбит наземным огнём и погиб 18 апреля 1945 года. |
| Иванов, Василий Митрофанович             | 18            | 3                                | ок.200/-                                   | 427 иап                                                     | Як-1, Як-7                                       | В феврале 1944 года был тяжело ранен и более не летал по инвалидности. |
| Тимофеенко, Иван Васильевич              | 18            | 3                                | 435/105                                    | 6 иап 92 иап 932 иап 9 гиап                                 | И-16, Як-1, P-39 Аэрокобра, Ла-7                 | |
| Базанов Пётр Васильевич                  | 18            | 2                                | 316/60                                     | 3 гиап                                                      | Ла-5                                             | |
| Горхивер, Семён Борисович                | 18            | 2                                | 219/49                                     | 9 гиап, ОШАЭ 286-й иад, 296 иап, 73 гиап                    | Як-1, Як-7, Як-9                                 | |
| Делегей, Николай Куприянович             | 18            | 2                                | 348/70                                     | 10 иап 69 гиап 9 иап 508 иап 213 гиап 11 иак                | ЛаГГ-3, P-39 Аэрокобра                           | |
| Конобаев, Василий Сергеевич              | 18            | 2                                | св.60/св.40                                | 291 иап                                                     | Як-1                                             | Сбит зенитным огнём и погиб 18 сентября 1943 года. |
| Ренц, Михаил Петрович                    | 18            | 2                                | 261/63                                     | 30 гиап                                                     | P-39 Аэрокобра                                   | |
| Сивцов, Николай Степанович               | 18            | 2                                | ок.100/40                                  | 867 иап 107 гиап                                            | Як-1, Як-7                                       | 23 сентября 1943 года не вернулся из боевого вылета. |
| Ткачёв, Василий Иванович                 | 18            | 2                                | ок.300/-                                   | 21 иап БФ                                                   | Як-1, Як-7, Як-9                                 | Погиб в авиакатастрофе 1 сентября 1944 года. |
| Шутт, Николай Константинович             | 18            | 2                                | 430/104                                    | 268 иап 270 иап 152 гиап                                    | И-16, Як-1, Як-9                                 | |
| Бурматов, Владимир Александрович         | 18            | 1                                | 230/51                                     | 20 иап СФ 255 иап СФ                                        | Як-1, P-39 Аэрокобра                             | |
| Железников, Анатолий Антонович           | 18            | 1                                | св.330/-                                   | 274 иап                                                     | Як-7, Як-1, Як-9                                 | Не вернулся из боевого вылета 18 апреля 1945 года. |
| Кузьмин, Георгий Павлович                | 18            | 1                                | 280/св.100                                 | 274 иап 239 иап 9 гиап                                      | Як-7, Ла-5, Як-1, P-39 Аэрокобра                 | Сбит в воздушном бою и погиб 18 августа 1943 года. Ранее был сбит 19 ноября 1941 года, ранен и попал в плен, но сумел бежать, нашёл партизан, затем переправлен через линию фронта и после лечения вернулся в строй в 1942 году.                                           |
| Лусто, Михаил Васильевич                 | 18            | 1                                | св.170/36                                  | 27 иап 129 гиап                                             | Як-1, P-39 Аэрокобра                             | |
| Тищенко, Александр Трофимович            | 18            | 1                                | 377/86                                     | 812 иап                                                     | Як-1, Як-9, Як-3                                 | |
| Шокуров, Александр Алексеевич            | 18            | 1                                | 463/53                                     | 247 иап 156 гиап                                            | Як-1                                             | |
| Абдрашитов, Шамиль Мунасыпович           | 18            |                                  | 242/38                                     | 402 иап                                                     | Як-9, Як-1                                       | Сбит в воздушном бою (по другим данным, сбит наземным огнём) и погиб 4 мая 1944 года. |
| Березуцкий, Иван Михайлович              | 18            |                                  | 254/79                                     | 864 иап 169 иап 63 гиап                                     | Ла-5, Ла-7                                       | |
| Богданов, Борис Михайлович               | 18            |                                  | св.165/-                                   | 29 гиап                                                     | Як-9                                             | |
| Бородин, Николай Васильевич              | 18            |                                  | 265/83                                     | 43 иап                                                      | Як-7, Як-9                                       | |
| Володин, Анатолий Иванович               | 18            |                                  | 382/74                                     | 164 иап                                                     | Ла-5, Ла-7                                       | |
| Джабидзе, Давид Васильевич               | 18            |                                  | 274/64                                     | 158 иап 43 иап 812 иап                                      | И-16, Як-7, Як-1, Як-9                           | |
| Диденко, Николай Матвеевич               | 18            |                                  | 378/40                                     | 78 иап СФ 27 иап СФ 2 гиап СФ                               | И-16, P-39 Аэрокобра                             | |
| Литаврин, Сергей Гаврилович              | 18            |                                  | 462/90                                     | 158 иап                                                     | И-16, Р-40 Киттихаук, P-39 Аэрокобра             | |
| Литвиненко, Трофим Афанасьевич           | 18            |                                  | 167/41                                     | 65 иап 191 иап                                              | Р-40 Киттихаук, Ла-5                             | |
| Манкевич, Виктор Михайлович              | 18            |                                  | ок.190/ок.50                               | 163 иап                                                     | Як-7, Як-9                                       | |
| Мариинский, Евгений Пахомович            | 18            |                                  | 238/ок.60                                  | 27 иап 129 гиап                                             | P-39 Аэрокобра                                   | Кроме того, сбил 1 аэростат. |
| Мирошниченко, Дмитрий Григорьевич        | 18            |                                  | ок.150/св.30                               | 248 иап                                                     | Як-7, Як-9                                       | |
| Похлебаев Иван Григорьевич               | 18            |                                  | 187/46                                     | 750 сап 84 "А" иап 101 гиап 689 иап                         | P-39 Аэрокобра                                   | |
| Федосеев, Михаил Андреевич               | 18            |                                  | св.200/ок.30                               | 247 иап                                                     | ЛаГГ-3, Як-1                                     | Сбит и погиб в воздушном бою 23 марта 1942 года. Ранее, в 1938 году, участвовал в гражданской войне в Испании, где провёл 88 боевых вылетов и 40 воздушных боёв, сбил 5 самолётов лично и 2 в группе.                                                                      |
| Худяков, Николай Васильевич              | 18            |                                  | ок.350/70                                  | 66 иап 581 иап 91 иап 728 иап 32 иап                        | Як-7, Як-9, Як-3                                 | |
| Шаманский, Анатолий Фёдорович            | 18            |                                  | 291/62                                     | 247 иап 156 гиап                                            | Як-1, Як-9                                       | |
| Яроцкий, Григорий Александрович          | 18            |                                  | 166/48                                     | 293 иап                                                     | Як-9                                             | |
| Залевский, Владимир Николаевич           | 17            | 23                               | 320/65                                     | 157 иап                                                     | И-16, Харрикейн, Як-7                            | Был сбит в воздушном бою 15 августа 1941 года, ранен и попал в плен, вскоре бежал и вернулся в свой полк. Пропал без вести в боевом вылете 5 июля 1943 года. 1 самолёт сбил тараном.                                                                                       |
| Голубев, Василий Фёдорович               | 17            | 15                               | 546/133                                    | 13 ОАИЭ БФ, 13 иап БФ, 4 гиап БФ                            | И-16, Ла-5                                       | В литературе широко распространены данные о более высоком числе побед: сбил 39 самолётов лично и 12 в группе. |
| Мартынов, Александр Васильевич           | 17            | 15                               | ок.300/ок.100                              | 296 иап 73 гиап 6 гиад                                      | Як-1, Як-7, Як-3                                 | |
| Вишневецкий, Константин Григорьевич      | 17            | 14                               | св.200/св.50                               | 33 иап 298 иап 104 гиап 9 гиад                              | P-39 Аэрокобра                                   | Погиб в автомобильной катастрофе 30 июля 1944 года. |
| Семенцов, Михаил Иванович                | 17            | 10                               | ок.400/ок.90                               | 40 иап 41 гиап                                              | И-16, Ла-5                                       | Сбит и погиб в воздушном бою 12 февраля 1945 года. |
| Моторный, Иван Порфирьевич               | 17            | 9                                | ок.600/130                                 | ОИАГ Полтавы 512 иап 53 гиап 185 иад                        | ЛаГГ-3, Як-1, P-39 Аэрокобра                     | |
| Романенко, Александр Сергеевич           | 17            | 9                                | ок.250/ок.150                              | 32 иап 91 иап                                               | Як-9                                             | 3 сентября 1942 года сбит в воздушном бою и попал в плен, бежал, вернулся в полк. Погиб в боевом вылете 6 ноября 1943 года. |
| Адонкин Василий Семёнович                | 17            | 8                                | св.500/ок.50                               | 72 сап СФ 78 иап СФ 255 иап СФ                              | И-153, МиГ-3, И-16, Харрикейн, P-39 Аэрокобра    | Сбит и погиб в воздушном бою 17 марта 1944 года. |
| Горохов, Юрий Иванович                   | 17            | 8                                | 350/70                                     | 13 иап 431 иап 162 иап                                      | И-16, ЛаГГ-3, Як-1, Як-7                         | Не вернулся из боевого вылета 1 января 1944 года. |
| Дрыгин, Василий Михайлович               | 17            | 8                                | 320/св.50                                  | 298 иап 104 гиап                                            | И-16, P-39 Аэрокобра                             | В воздушном бою 23 августа 1943 года был тяжело ранен и более не летал. |
| Фёдотов, Иван Егорович                   | 17            | 8                                | ок.250/ок.50                               | 233 иап 436 иап                                             | И-16, Харрикейн                                  | Сбит зенитным огнём и погиб 7 июля 1942 года. Представлялся к званию Героя Советского Союза. |
| Ратников, Пётр Петрович                  | 17            | 7                                | ок.250/св.90                               | 31 иап 512 иап 53 гиап                                      | ЛаГГ-3, Як-1                                     | Погиб в воздушном бою 24 июля 1943 года при таране вражеского самолёта. |
| Климанов, Иван Кириллович                | 17            | 6                                | 284/63                                     | 272 иап 49 иап                                              | Ла-5, Як-3                                       | |
| Леонов, Николай Феоктистович             | 17            | 6                                | св.250/ок.90                               | 429 иап 21 гиап                                             | ЛаГГ-3, P-39 Аэрокобра                           | Сбит и погиб в воздушном бою 16 января 1944 года. |
| Стариков, Дмитрий Александрович          | 17            | 6                                | 479/56                                     | 32 иап ЧФ 11 гиап ЧФ                                        | ЛаГГ-3, P-39 Аэрокобра                           | |
| Беликов, Олег Степанович                 | 17            | 5                                | св.700/св.130                              | 40 иап 41 гиап 88 гиап 19 иап 176 гиап                      | И-16, Ла-5, Ла-7                                 | |
| Булаев, Александр Дмитриевич             | 17            | 5                                | 260/66                                     | 158 иап 17 иап 159 иап                                      | Як-1, Р-40 Киттихаук, Ла-5                       | В советско-финской войне сбил 2 самолёта лично и 3 группе, некоторыми исследователями признаётся лучшим советским асом этой войны (иногда ему приписывается 9 побед на этой войне). Погиб в авиакатастрофе 17 мая 1943 года. Кроме сбитых самолётов, уничтожил 1 аэростат. |
| Михайлик, Яков Данилович                 | 17            | 5                                | 363/75                                     | 211 иап 237 иап 54 гиап                                     | Як-1, P-39 Аэрокобра                             | |
| Бекашонок, Михаил Васильевич             | 17            | 4                                | 170/50                                     | 27 иап 129 гиап                                             | Як-1, P-39 Аэрокобра                             | |
| Гирич, Андрей Иванович                   | 17            | 4                                | 478/84                                     | 12 иап 486 иап                                              | И-153, ЛаГГ-3, P-39 Аэрокобра                    | |
| Исаев, Василий Васильевич                | 17            | 4                                | 313/99                                     | 8 иап 42 гиап                                               | Як-1, Як-9                                       | |
| Королёв, Виталий Иванович                | 17            | 4                                | 478/84                                     | 146 иап 115 гиап 89 гиап 482 иап                            | И-16, Як-7, Як-9, Ла-5, Ла-7                     | |
| Сгибнев, Пётр Георгиевич                 | 17            | 4                                | ок.360/38                                  | 12 ОИАЭ БФ 72 сап СФ 78 иап СФ 2 гиап СФ                    | И-153, Харрикейн, Р-40 Киттихаук, P-39 Аэрокобра | Разбился в авиакатастрофе 3 мая 1943 года. |
| Фадеев, Вадим Иванович                   | 17            | 3                                | ок.400/ок.50                               | 131 иап 446 иап 630 иап 762 сап 16 гиап                     | И-16, Як-1, P-39 Аэрокобра                       | Сбит и погиб в воздушном бою 5 мая 1943 года. |
| Боровский, Николай Андреевич             | 17            | 2                                | 352/-                                      | 15 иап                                                      | Як-7, Як-1, Як-9, Як-3                           | |
| Зотов, Матвей Иванович                   | 17            | 2                                | 265/60                                     | 8 иап 57 сап 427 иап 6 иап 149 гиап                         | И-16, Як-1, Як-9                                 | |
| Коняхин, Василий Дмитриевич              | 17            | 2                                | 227/28                                     | 287 иап                                                     | Як-1, Як-9, Як-3                                 | |
| Копиченко, Андрей Антонович              | 17            | 2                                | 262/73                                     | 659 иап                                                     | Як-1, Як-7, Як-9, Як-3                           | |
| Павлов, Григорий Родионович              | 17            | 2                                | св.500/св.100                              | 91 иап 20 иап 427 иап 8 иап 42 гиап                         | Як-1                                             | |
| Савин, Виктор Иванович                   | 17            | 2                                | -/-                                        | 291 иап                                                     | Як-1, Як-9                                       | Сбит в воздушном бою 20 октября 1943 года и попал в плен. Освобождён в мае 1945 года. |
| Холодный, Георгий Степанович             | 17            | 2                                | 245/45                                     | 248 иап 133 иап 157 иап                                     | И-16, Як-1, Як-7, Як-9, Як-3                     | В Корейской войне сбил лично 2 самолёта ВВС США. |
| Бокий, Николай Андреевич                 | 17            | 1                                | св.400/ок.40                               | 72 сап СФ 78 иап СФ 2 гиап СФ                               | И-153, Харрикейн, Р-40 Киттихаук, P-39 Аэрокобра | |
| Глотов, Николай Иванович                 | 17            | 1                                | 203/33                                     | 21 гиап 129 гиап                                            | Як-1, P-39 Аэрокобра                             | |
| Ерёмин, Алексей Устинович                | 17            | 1                                | ок.100/32                                  | 812 иап 402 иап 355 иап                                     | Як-1, Як-9                                       | |
| Люсин, Владимир Николаевич               | 17            | 1                                | 294/67                                     | 170 иап 437 иап 2 иап 21 ОИАЭ 32 гиап 85 гиап               | ЛаГГ-3, Як-1, Як-9                               | |
| Маркин, Николай Васильевич               | 17            | 1                                | 85/35                                      | 274 иап                                                     | Як-7, Як-1, Як-9                                 | Сбит и погиб в воздушном бою 28 сентября 1943 года. |
| Мудрецов, Валентин Фёдорович             | 17            | 1                                | св.300/ок.70                               | 240 иап 178 гиап                                            | Ла-5                                             | |
| Старчиков, Николай Алексеевич            | 17            | 1                                | св.430/св.80                               | 12 иап 494 иап 16 гиап                                      | P-39 Аэрокобра                                   | |
| Худов, Пётр Дмитриевич                   | 17            | 1                                | 160/-                                      | 867 иап 107 гиап                                            | Як-1, Як-7, Як-9                                 | |
| Шаменков, Иван Фролович                  | 17            | 1                                | 179/34                                     | 161 иап 427 иап 183 иап 150 гиап                            | Як-1, Як-9, Як-3                                 | |
| Амелин, Алексей Степанович               | 17            |                                  | 238/87                                     | 240 иап 178 гиап 179 гиап                                   | Ла-5, Ла-7                                       | |
| Белкин, Александр Никитович              | 17            |                                  | 385/78                                     | 24 иап 31 иап 164 иап 116 иап                               | ЛаГГ-3, Ла-5                                     | |
| Булгаков, Андрей Пантелеевич             | 17            |                                  | 229/41                                     | 265 иап                                                     | Як-9                                             | |
| Вахлаев Александр Алексеевич             | 17            |                                  | 195/ок.50                                  | 32 иап 728 иап                                              | Як-7, Як-9                                       | |
| Герман, Григорий Иванович                | 17            |                                  | ок.300/ок.50                               | 42 иап 133 гиап 900 иап                                     | МиГ-3, ЛаГГ-3, Як-7, Як-9                        | |
| Дема, Леонид Васильевич                  | 17            |                                  | 241/54                                     | 236 иап 112 гиап                                            | Як-1, Як-7                                       | В 1941—1942 годах воевал на ночном бомбардировщике У-2, выполнил 95 боевых вылетов (учтены в общем количестве). |
| Догадайло, Алексей Дмитриевич            | 17            |                                  | 253/47                                     | 193 иап 177 гиап                                            | Ла-5                                             | |
| Дранищев, Евгений Петрович               | 17            |                                  | 120/ок.55                                  | 437 иап 9 гиап                                              | Ла-5, Як-1, P-39 Аэрокобра                       | Не вернулся из боевого вылета 20 августа 1943 года. |
| Кобисской, Александр Сергеевич           | 17            |                                  | 342/46                                     | 721 иап                                                     | ЛаГГ-3, Ла-5, Ла-7                               | Также сбил 1 аэростат. |
| Калашников, Виктор Васильевич            | 17            |                                  | ок.220/-                                   | 291 иап                                                     | Як-7, Як-1, Як-9                                 | В 1945 году представлялся к званию Героя Советского Союза. |
| Кибкалов, Михаил Моисеевич               | 17            |                                  | 276/38                                     | 265 иап 163 иап                                             | И-16, Як-7, Як-9                                 | |
| Коломоец, Василий Николаевич             | 17            |                                  | ок.400/ок.70                               | 431 иап 431 сап 49 иап                                      | ЛаГГ-3, Як-1, Ла-5                               | |
| Конышев, Николай Сергеевич               | 17            |                                  | 245/41                                     | 163 иап 265 иап                                             | Як-7, Як-9                                       | В 1941—1942 годах воевал на ночном бомбардировщике У-2, выполнил 51 боевой вылет (учтены в общем количестве). |
| Митрохин, Василий Борисович              | 17            |                                  | 174/36                                     | 191 иап                                                     | Р-40 Киттихаук, Ла-5                             | |
| Непряхин, Павел Маркович                 | 17            |                                  | 149/28                                     | 2 гиап                                                      | Ла-5, Ла-7                                       | |
| Ольховский, Николай Иванович             | 17            |                                  | 128/34                                     | 297 иап 193 иап 320 иад 240 иап 178 гиап                    | Ла-5                                             | |
| Павлов, Алексей Николаевич               | 17            |                                  | ок.300/47                                  | 247 иап 156 гиап                                            | Як-1                                             | |
| Пересумкин, Пётр Петрович                | 17            |                                  | ок.120/35                                  | 813 иап 149 иап                                             | Ла-5, Як-9                                       | |
| Савченко, Михаил Тимофеевич              | 17            |                                  | 235/47                                     | 31 иап                                                      | Ла-5, Ла-7                                       | |
| Селютин, Аркадий Михайлович              | 17            |                                  | 324/св.30                                  | 4 гиап БФ                                                   | Ла-5                                             | |
| Середа, Игорь Емельянович                | 17            |                                  | 159/27                                     | 240 иап 178 гиап                                            | Ла-5                                             | |
| Соколов, Леонид Михайлович               | 17            |                                  | св.320/62                                  | 867 иап 107 гиап                                            | Як-1, Як-7, Як-9                                 | |
| Тужилин, Емельян Фёдорович               | 17            |                                  | 128/34                                     | 297 иап 193 иап 320 иад 240 иап 178 гиап                    | Ла-5                                             | |
| Чернобай, Андрей Петрович                | 16            | 28                               | св.100/св.40                               | 795 иап 875 иап                                             | Як-1, Як-7                                       | |
| Стройков, Николай Васильевич             | 16            | 19                               | 245/66                                     | 508 иап 213 гиап                                            | Як-7, P-39 Аэрокобра                             | В Корейской войне сбил лично 1 самолёт ВВС США. |
| Жидов, Георгий Никонорович               | 16            | 12                               | 366/70                                     | 123 иап 27 гиап 7 иак ПВО 11 гиап 401 иап                   | И-153, Як-1, Ла-5                                | |
| Гусаров, Николай Михайлович              | 16            | 11                               | 483/73                                     | 12 иап 486 иап                                              | И-16, ЛаГГ-3, Ла-5                               | |
| Борисов, Леонид Иванович                 | 16            | 10                               | 426/128                                    | 43 иап                                                      | И-16, Як-1                                       | 1 самолёт сбил тараном. В 1942 году представлялся к званию Героя Советского Союза. Погиб в воздушном бою 10 июля 1943 года при взрыве в воздухе уничтоженного им бомбардировщика.                                                                                          |
| Павлов, Александр Георгиевич             | 16            | 10                               | 552/св.100                                 | 40 иап 41 гиап                                              | И-16, Ла-5                                       | Также в паре сбил 1 аэростат. |
| Панкратов, Сергей Степанович             | 16            | 10                               | ок.290/53                                  | 252 иап 66 иап                                              | Як-1, Як-7, P-39 Аэрокобра                       | |
| Волынкин, Михаил Васильевич              | 16            | 9                                | св.300/св.50                               | 17 иап 23 иап 929 иап 347 иап                               | ЛаГГ-3, Як-1, Як-9                               | Сбит и погиб в воздушном бою 25 октября 1943 года. |
| Коломин, Пётр Иванович                   | 16            | 8                                | св.330/75                                  | 49 иап 303 иад 162 гиап                                     | МиГ-3, Ла-5, Як-7, Як-9                          | |
| Шестаков, Лев Львович                    | 16            | 8                                | ок.450/ок.100                              | 69 иап 6 гиад 19 гиап                                       | И-16, ЛаГГ-3, Як-1, Ла-5                         | В Гражданской войне в Испании сбил 2 самолёта лично и 1 в группе (в литературе часто указывается намного большее число побед в этой войне — 8 лично и свыше 30 в группе). Погиб в воздушном бою 13 марта 1944 года от взрыва в воздухе сбитого им бомбардировщика.         |
| Горбачевский, Александр Иванович         | 16            | 6                                | 386/78                                     | 158 иап 17 иап 154 иап 29 гиап                              | И-16, Р-40 Киттихаук, Як-1                       | В воздушном бою 17 июля 1943 года был сбит, при прыжке с парашютом получил тяжелые травмы и более на боевые задания не летал. |
| Лукьянов, Сергей Иванович                | 16            | 6                                | 361/70                                     | 40 иап 16 гиап 100 гиап                                     | И-16, P-39 Аэрокобра                             | |
| Новожилов, Иван Васильевич               | 16            | 6                                | ок.300/ок.100                              | 440 иап 13 иап 111 гиап 10 гиад                             | ЛаГГ-3, Ла-5                                     | В авиакатастрофе 15 декабря 1943 года получил тяжелые травмы и более на боевые задания не летал. |
| Холодов, Иван Михайлович                 | 16            | 6                                | 464/105                                    | 23 иап 28 иап 434 иап 32 гиап 111 гиап                      | МиГ-3, Як-1, Ла-5, Ла-7                          | |
| Денчик, Николай Фёдорович                | 16            | 5                                | 534/св.80                                  | 33 иап ПВО, 910 иап ПВО, 64 гиап                            | ЛаГГ-3, Як-1, Як-7, Як-9                         | |
| Игнатьев, Михаил Трофимович              | 16            | 5                                | св.330/ок.100                              | 440 иап 13 иап 111 гиап 5 гиап                              | ЛаГГ-3, Ла-5                                     | |
| Кулешов, Владимир Кузьмич                | 16            | 5                                | св.450/св.80                               | 40 иап 41 гиап 40 гиап                                      | И-16, Ла-5                                       | Сбит и погиб в воздушном бою 3 ноября 1943 года, за несколько мгновений до гибели сбив немецкий самолёт. |
| Морозов, Фотий Яковлевич                 | 16            | 5                                | 857/ок.100                                 | 186 иап 273 иап 31 гиап                                     | Як-1, Як-7, Як-9                                 | |
| Выдриган, Николай Захарович              | 16            | 4                                | 629/57                                     | 211 иап 273 иап 31 гиап                                     | Як-1, Як-7, Як-9                                 | |
| Козич, Иван Семёнович                    | 16            | 4                                | 423/ок.40                                  | 721 иап                                                     | ЛаГГ-3, Ла-5                                     | В сентябре 1944 года получил тяжелые ранения в воздушном бою, после госпиталя был списан с лётной работы. |
| Балюк, Иван Фёдорович                    | 16            | 3                                | св.350/140                                 | 38 иап 237 иап 54 гиап                                      | И-153, Як-1, P-39 Аэрокобра                      | |
| Вострухин, Пётр Михайлович               | 16            | 3                                | св.100/св.40                               | 271 иап 64 гиап                                             | Як-7                                             | Сбит и погиб в воздушном бою 19 июля 1943 года. |
| Козлов, Николай Александрович            | 16            | 3                                | 620/130                                    | 162 иап, 439 иап, 788 иап ПВО, 910 иап ПВО, 907 иап ПВО     | И-16, МиГ-3, Як-1, Ла-5                          | 2 самолёта сбил таранами. |
| Латышев, Владимир Александрович          | 16            | 3                                | 232/св.50                                  | 436 иап 67 гиап                                             | Харрикейн, Р-40 Киттихаук, P-39 Аэрокобра        | В воздушном бою 23 августа 1943 года тяжело ранен, после госпиталя списан с лётной работы. |
| Леонтьев, Сергей Валерианович            | 16            | 3                                | 247/-                                      | 522 иап 263 иап                                             | Ла-5, Ла-7                                       | |
| Носов, Савелий Васильевич                | 16            | 3                                | 144/32                                     | 183 иап 150 гиап                                            | Як-7, Як-1, Як-9, Як-3                           | |
| Проскурин, Алексей Иванович              | 16            | 3                                | 142/27                                     | 183 иап 150 гиап 151 гиап                                   | Як-7, Як-9                                       | |
| Соболев, Константин Фёдорович            | 16            | 3                                | 172/93                                     | 171 иап                                                     | МиГ-3, Ла-5                                      | |
| Калугин, Фёдор Захарович                 | 16            | 2                                | 340/81                                     | 122 иап 12 иап 8 иап 42 гиап                                | Як-1                                             | |
| Ландик, Иван Иванович                    | 16            | 2                                | 160/38                                     | 937 иап 482 иап                                             | Ла-5                                             | Сбит и погиб в воздушном бою 18 апреля 1945 года. |
| Сафронов, Сергей Иванович                | 16            | 2                                | 165/65                                     | 293 иап                                                     | Як-1, Як-9                                       | |
| Сибирин, Семён Алексеевич                | 16            | 2                                | 371/75                                     | 162 иап 431 сап 18 гиап                                     | МиГ-3, ЛаГГ-3, Як-7, Як-9, Як-3                  | |
| Шардаков, Игорь Александрович            | 16            | 2                                | св.200/св.25                               | 126 иап 402 иап 29 иап 5 гиап                               | ЛаГГ-3, Ла-5                                     | |
| Шевырин, Валентин Михайлович             | 16            | 2                                | 356/92                                     | 164 иап                                                     | Ла-5                                             | |
| Бродинский, Виктор Игнатович             | 16            | 1                                | 206/43                                     | 483 иап                                                     | Як-9                                             | |
| Гришин, Виктор Александрович             | 16            | 1                                | -/-                                        | 240 иап                                                     | Ла-5                                             | Погиб в боевом вылете 1 декабря 1943 года. |
| Даниленко, Николай Никитович             | 16            | 1                                | 309/61                                     | 188 иап 18 гиап                                             | Як-7, Як-9, Як-3                                 | |
| Калугин, Серафим Павлович                | 16            | 1                                | 225/41                                     | 812 иап 291 иап 1 гиап                                      | Як-1, Як-9, Як-3                                 | |
| Лукин, Василий Петрович                  | 16            | 1                                | 360/40                                     | 88 иап 249 иап 721 иап 287 иап 845 иап                      | И-16, ЛаГГ-3, Як-1, Як-9                         | |
| Макаров, Аркадий Сергеевич               | 16            | 1                                | 286/ок.100                                 | 42 иап 271 иап 32 гиап                                      | МиГ-3, Як-1, Ла-5, Ла-7                          | |
| Скороходов, Борис Феофанович             | 16            | 1                                | 219/-                                      | 116 иап                                                     | Ла-5                                             | Не вернулся из боевого вылета 20 мая 1944 года. |
| Тихонов, Николай Викторович              | 16            | 1                                | 229/53                                     | 42 иап                                                      | МиГ-3, ЛаГГ-3, Як-7, Як-9                        | Сбит зенитным огнём и погиб 10 сентября 1943 года. |
| Федорчук, Игорь Александрович            | 16            | 1                                | 136/70                                     | 436 иап 67 гиап                                             | Харрикейн, Р-40 Киттихаук, P-39 Аэрокобра        | В воздушном бою 22 августа 1943 года был тяжело ранен, почти год лечился в госпиталях, затем направлен на учёбу. |
| Беркутов, Александр Максимович           | 16            |                                  | 361/71                                     | 84 "А" иап 101 гиап 57 гиап                                 | И-153, P-39 Аэрокобра                            | |
| Бузинов, Вадим Николаевич                | 16            |                                  | св.200/25                                  | 148 иап                                                     | Як-9                                             | Также сбил 1 аэростат. |
| Вихляев, Владимир Михайлович             | 16            |                                  | 185/75                                     | 92 иап                                                      | Ла-5                                             | В 1945 году был представлен к званию Героя Советского Союза. |
| Гудков, Василий Иосифович                | 16            |                                  | 491/139                                    | 821 иап 979 иап                                             | ЛаГГ-3, Ла-5                                     | В 1945 году был представлен к званию Героя Советского Союза. |
| Гуськов, Гавриил Гаврилович              | 16            |                                  | ок.130/ок.50                               | 653 иап 65 гиап                                             | Як-1                                             | Сбит и погиб в воздушном бою 17 июля 1943 года. |
| Дугин, Николай Дмитриевич                | 16            |                                  | 424/св.80                                  | 402 иап                                                     | Як-1, Як-9, Як-3                                 | Также лично сбил 1 аэростат. Сбит наземным огнём 2 мая 1945 года, сумел вернуться на свой аэродром и умер от ран. |
| Зайцев, Василий Владимирович             | 16            |                                  | 448/42                                     | 482 иап                                                     | И-153, Ла-5, Ла-7                                | |
| Захаров, Константин Фёдорович            | 16            |                                  | 190/41                                     | 233 иап                                                     | И-16, МиГ-3, Як-7, Як-9                          | Сбит зенитным огнём и погиб 13 января 1944 года. |
| Зюзин, Пётр Дмитриевич                   | 16            |                                  | 211/ок.40                                  | 29 гиап                                                     | Як-7, Як-9                                       | |
| Кисельков, Виктор Владимирович           | 16            |                                  | св.150/-                                   | 653 иап 65 гиап                                             | Як-7, Як-9                                       | |
| Коняев, Аркадий Николаевич               | 16            |                                  | св.200/ок.70                               | 32 иап                                                      | Як-7, Як-9, Як-3                                 | |
| Коробов, Сергей Иванович                 | 16            |                                  | 260/30                                     | 649 сап 28 гиап                                             | P-39 Аэрокобра                                   | В Корейской войне лично сбил 2 самолёта ВВС США. |
| Коршунов, Василий Николаевич             | 16            |                                  | 96/30                                      | 518 иап                                                     | Як-9                                             | В апреле 1945 года был представлен к званию Героя Советского Союза. |
| Кудрявцев, Дмитрий Иванович              | 16            |                                  | ок.380/-                                   | 233 иап                                                     | И-16, МиГ-3, Як-7, Як-9                          | В 1942 году воевал на ночном бомбардировщике У-2, выполнил 230 боевых вылетов (учтены в общем количестве). Не вернулся из боевого вылета 15 сентября 1943 года. |
| Лебёдкин, Борис Алексеевич               | 16            |                                  | 247/31                                     | 28 гиап                                                     | P-39 Аэрокобра                                   | В Корейской войне лично сбил 1 самолёт ВВС США. |
| Левко, Владимир Иосифович                | 16            |                                  | 166/28                                     | 10 иап 67 гиап                                              | P-39 Аэрокобра                                   | |
| Лобас, Пётр Калиникович                  | 16            |                                  | 163/31                                     | 744 иап 86 гиап                                             | Як-7, Як-9, Як-3                                 | |
| Логвиненко, Иван Васильевич              | 16            |                                  | 379/ок.50                                  | 866 иап 611 иап                                             | Як-1, Як-7, Як-9, Як-3                           | |
| Мацаков, Даниил Павлович                 | 16            |                                  | св.250/св.40                               | 42 иап 133 гиап                                             | Як-7, Як-9                                       | |
| Мурашкин, Яков Андреевич                 | 16            |                                  | ок.250/ок.50                               | 565 иап ПВО 239 иап 13 иап 111 гиап                         | Ла-5                                             | В боевом вылете 19 марта 1945 года был сбит и попал в плен, освобождён в мае 1945 года. |
| Рассадкин, Пётр Алексеевич               | 16            |                                  | 249/53                                     | 438 иап 255 иап                                             | Як-1, P-39 Аэрокобра                             | |
| Седошкин, Николай Алексеевич             | 16            |                                  | ок.150/ок.50                               | 63 гиап                                                     | Ла-5, Ла-7                                       | В марте 1945 года был представлен к званию Героя Советского Союза, но не награждён. |
| Скряга, Иван Семёнович                   | 16            |                                  | 95/23                                      | 265 иап                                                     | Як-9                                             | |
| Сошников, Иван Иванович                  | 16            |                                  | 285/65                                     | 274 иап 296 иап 73 гиап 897 иап 611 иап                     | Як-1, Як-3                                       | |
| Токарев, Александр Иванович              | 16            |                                  | ок.250/св.30                               | 165 иап                                                     | Як-1, P-39 Аэрокобра                             | 13 января 1945 года сбит зенитным огнём и погиб. |
| Черноусов, Николай Фёдорович             | 16            |                                  | 144/28                                     | 63 гиап                                                     | Ла-5, Ла-7                                       | В марте 1945 года был представлен к званию Героя Советского Союза, но не награждён. |
| Шпуняков, Сергей Павлович                | 16            |                                  | 335/51                                     | 402 иап                                                     | Як-9, Як-1, Як-3                                 | |